# 康韋爾山

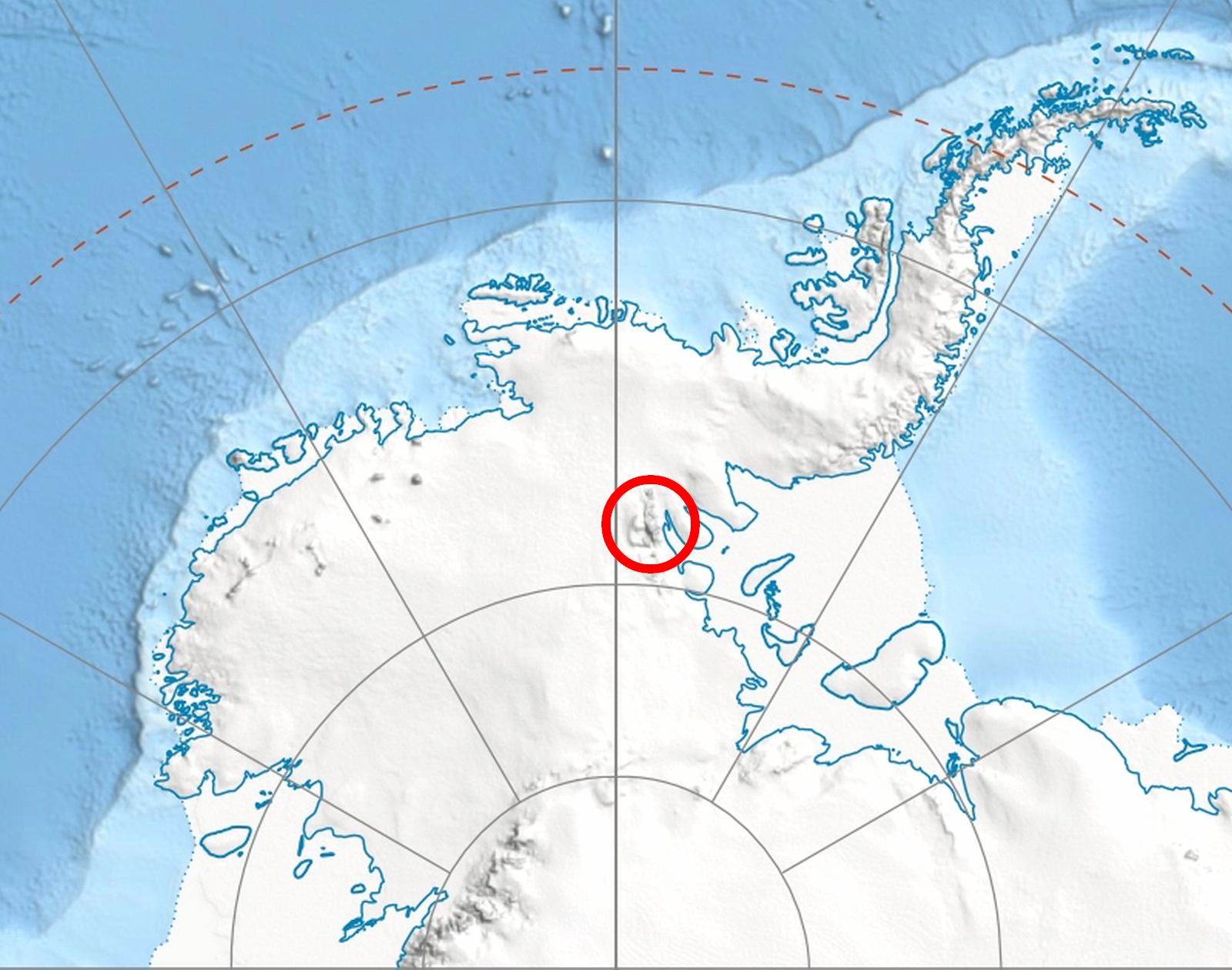

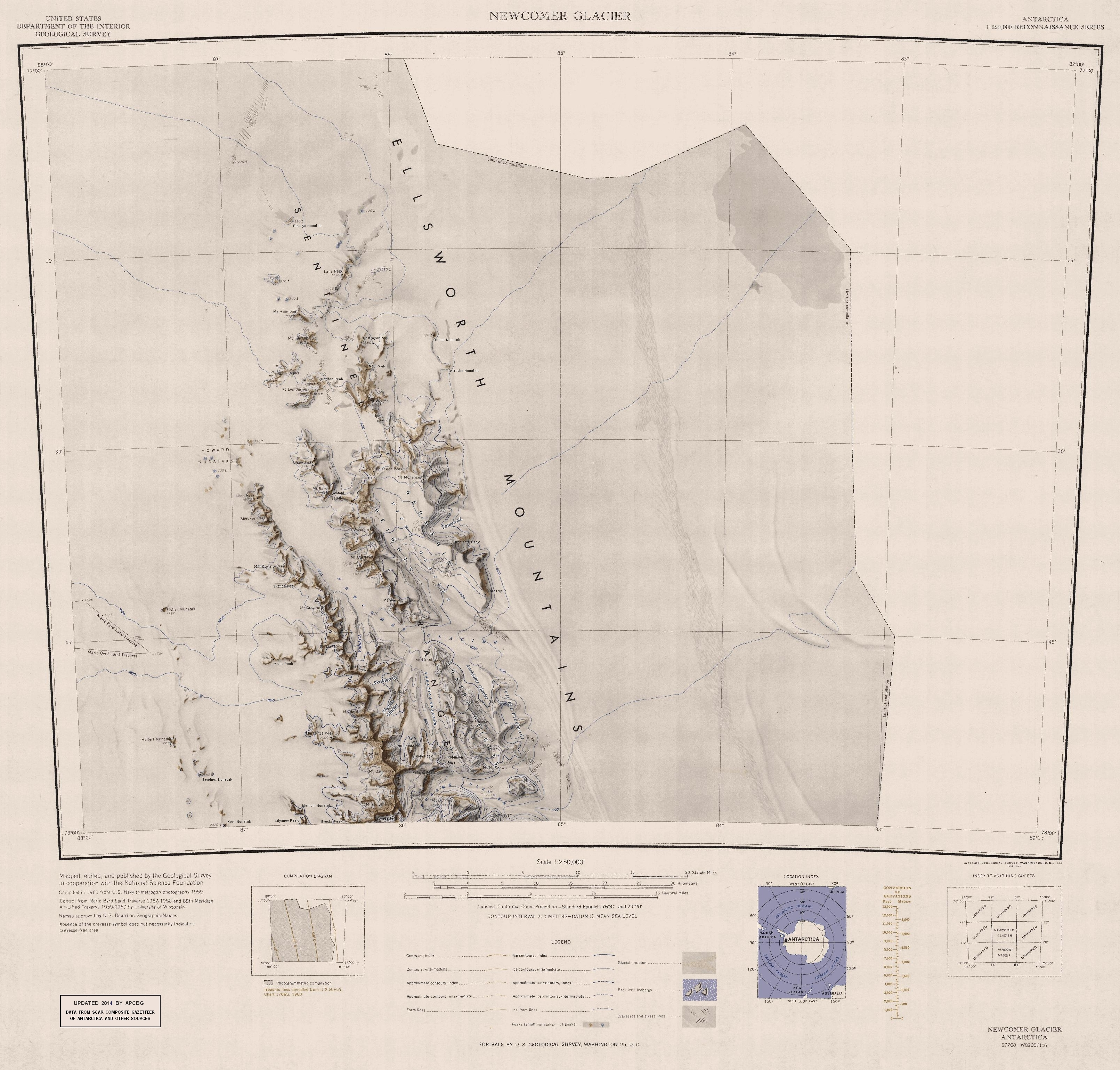

77°40′S 86°9′W / 77.667°S 86.150°W
康韋爾山（英語：Mount Cornwell），是南極洲的山峰，位於埃爾斯沃思地的格羅姆欣高地，屬於埃爾斯沃思山脈中森蒂納爾嶺的一部分，海拔高度2,460米，東面是維查冰川，西面是紐卡默冰川，現時由南極條約體系管理。